# Рооп, Владимир Христофорович
Влади́мир Христофорович Рооп (4 июля 1865 — 30 декабря 1929) — русский генерал, герой Первой мировой войны.

## Биография
Православный. Из дворян.
Сын члена Государственного совета генерала от инфантерии Христофора Христофоровича Роопа и Варвары Александровны Озерской.
Окончил Пажеский корпус (1885), был выпущен корнетом в лейб-гвардии Конный полк.
Чины: поручик (1889), штабс-ротмистр (1892), капитан ГШ (1894), подполковник (1897), полковник (1901; за отличие), генерал-майор (за отличие, 1907), генерал-майор Свиты (1911), генерал-лейтенант (за отличие, 1913).
В 1885—1894 годах служил в лейб-гвардии Конном полку. В 1892 окончил Николаевскую академию Генерального Штаба по 1-му разряду.
Служил старшим адъютантом штаба: 1-й гвардейской пехотной дивизии (1894—1895) и 1-й гвардейской кавалерийской дивизии (1895—1896). В 1895—1896 отбывал цензовое командование эскадроном в Кирасирском Его Величества лейб-гвардии полку. Служил младшим делопроизводителем канцелярии Военно-ученого комитета Главного Штаба (1896—1900).
В 1900—1905 годах был военным агентом в Австро-Венгрии.
По возвращении в Россию командовал 26-м драгунским Бугским полком (1905—1907), лейб-гвардии Конно-гренадерским полком (1907—1912), Отдельной гвардейской кавалерийской бригадой (1912—1913). С ноября 1913 командовал 6-й кавалерийской дивизией, с которой вступил в Первую мировую войну и участвовал в походе в Восточную Пруссию. За бои у деревни Бжевно в июле 1915 был награждён орденом Святого Георгия 4-й степени. В феврале 1917 был назначен командиром 2-го кавалерийского корпуса.
В апреле 1917 был отчислен в резерв чинов и направлен в США, возглавляя чрезвычайную Военную миссию. В Гражданскую войну участвовал в Белом движении в Сибири. Занимал должность начальника снабжения Сибирской армии во Владивостоке.
После окончания Гражданской войны эмигрировал во Францию.
Умер в 1929 году в Париже. Похоронен на кладбище Сент-Женевьев де Буа.

## Семья
Был женат, имел троих детей.

## Награды
- Орден Святого Станислава 3-й ст. (1893);
- Орден Святой Анны 3-й ст. (1897);
- Орден Святого Станислава 2-й ст. (1901);
- Орден Святого Владимира 4-й ст. (1901);
- Орден Святой Анны 2-й ст. (1904);
- Орден Святого Владимира 3-й ст. (1910);
- Орден Святого Георгия 4-й ст. (ВП 14.01.1917).

Иностранные:
- персидский Орден Льва и Солнца 3-й ст. (?);
- бухарский Орден Золотой звезды 3-й ст. (?);